# 6065 Chesneau
A 6065 Chesneau (ideiglenes néven (6065) 1987 OC) a Naprendszer kisbolygóövében található aszteroida. Helin és Dunbar fedezte fel 1987. július 27-én.